# 符騰堡的保琳 (1800年)
符騰堡的保琳（德語：Pauline Therese Luise von Württemberg，1800年9月4日—1873年3月10日），符騰堡王后，丈夫是威廉一世。
保琳的父親路德維希是符騰堡公爵腓特烈二世·歐根的次子，母親亨麗埃特是拿騷-威爾堡親王卡爾·克里斯蒂安的女兒。

## 家庭
1820年，保琳與堂哥威廉一世結婚，兩人共有1子2女：
- 卡塔琳娜公主（1821年—1898年），威廉二世的母親
- 卡爾一世（1823年—1891年），1符騰堡國王
- 奧古斯塔公主（1826年—1898年）